# Institut für Qualitätsentwicklung Mecklenburg-Vorpommern
Das Institut für Qualitätsentwicklung ist für die Ausbildung der Lehrkräfte in Mecklenburg-Vorpommern, deren Fort- und Weiterbildung sowie für die Weiterentwicklung des Unterrichts an den Schulen zuständig. Ein weiteres Arbeitsfeld ist die inhaltliche Gestaltung und Organisation der zentralen Abschlussprüfungen. Das Institut ist unmittelbarer Teil der Abteilung III im Ministerium für Bildung und Kindertagesförderung.
Das Institut hat seinen Sitz in Schwerin, Schmiedestraße 8. Daneben gibt es Außenstellen in Rostock, Greifswald und Neubrandenburg entsprechend den Staatlichen Schulämtern. Im Haushaltsplan 2018 waren 150 Planstellen ausgewiesen. Daneben gibt es viele nebenamtliche Fachleiter, die neben ihren Aufgaben in der Lehrerausbildung noch in den Schulen Unterricht geben.
Das Institut gliedert sich in sechs Bereiche: Neben der allgemeinen Verwaltung (1) zählen dazu der
- Fachbereich 2: Fort- und Weiterbildung, Beratung und Bildung für nachhaltige Entwicklung BNE
- Fachbereich 3: Qualitätssicherung und die Koordination der Vergleichsarbeiten
- Fachbereich 4: zentrale Prüfungen, Erstellung der Rahmenpläne für die Schulformen und Fächer
- Fachbereich 5: Ausbildung der Referendare, Lehrerbildung II. Phase
- Lehrerprüfungsamt: Erste und Zweite Staatsprüfung, Staatliche Prüfung für Dolmetscher und Übersetzer

## Geschichte
Das Vorgängerinstitut hieß Landesinstitut für Schule und Ausbildung (L.I.S.A.) Mecklenburg-Vorpommern, gegründet 1991 nach dem Vorbild des Partnerlandes Schleswig-Holstein. Die Auflösung des eigenständigen Instituts und Neubestellung als Teil des Ministeriums erfolgte 2009 unter Bildungsminister Henry Tesch.